# Bahlul Lodi

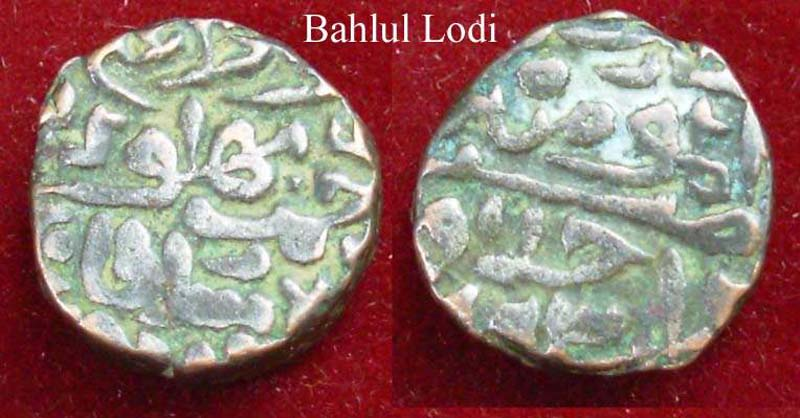
Monedă de argint Bahlul Lodis

Bahlul Lodi sau Bhalol Khan Lodi (limba paștună: بهلول لودي, d. iulie 1489) a fost șeful dinastiei pastune Lodi. În 1451 devine sultan de Delhi. 

## Viață
Deja bunicul lui Bahlul părăsise locul natal și se stabilise în Multan, al cărui guvernator, Malik Mardan Daulat, a devenit mai târziu socrul său. El s-a ocupat cu crescătoria de cai, a comerciant și le-a oferit sultanilor dinastiei Sayyid din Delhi. În timpul unei campanii de cucerire a conducătorului Malwa, el a luptat în fruntea unei trupe, după cum se presupune, de 20.000 de bărbați din partea stăpânului său, Mohammed Shah IV, care i-a acordat titlul onorific Khan-i-Khanan și, de asemenea, a recunoscut ocuparea sa a unei părți din Punjab. 

## Domnie
În 1443 și 1447 a atacat Delhi, dar abia cu abdicarea ultimului conducător al dinastiei Sayyid Aladin Alam Shah în 1451, drumul spre preluarea puterii a fost liber. S-a numit de acum încolo Bahlul Shah Ghazi. În 1479, a supus Sultanatul de Jaunpur, condus de dinastia Sharqi; După aceea, el a încorporat și Gwalior în puterea sa, dar a trebuit să se ocupe de numeroase rebeliuni locale și regionale. A murit în 1489; cel de-al doilea fiu al său, Sikandar Lodi, i-a succedat. 

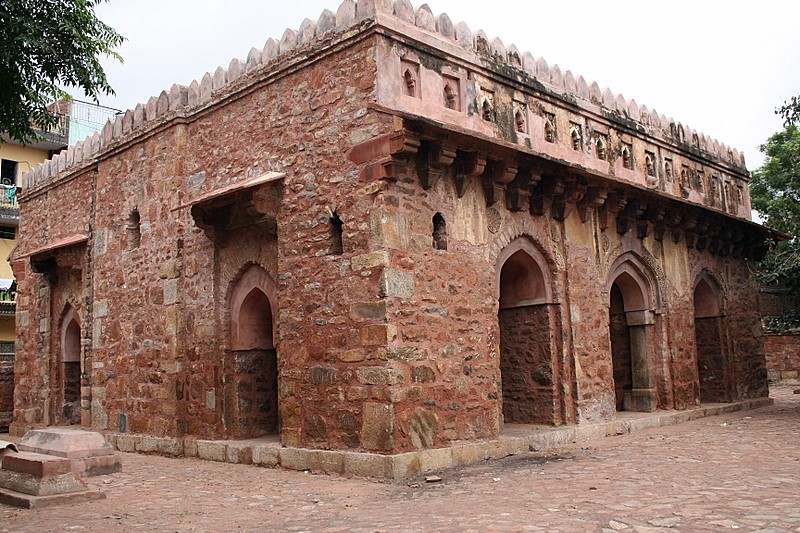
Mausoleu Bahlul Lodis

## Mausoleu
Mausoleul Bahlul Lodis este situat în Chirag, un district sudic din Delhi. Este - în comparație cu alte morminte ale vremii - un monument destul de simplu și neornamentat, realizat din piatră spartă fără cupolă, dar cu merloane. Probabil, clădirea a fost de la început tencuită; Resturi sunt încă păstrate. 

## Literatură
- Hermann Kulke, Dietmar Rothermund : Istoria Indiei. De la cultura Indus și până astăzi. CH Beck, Munchen 2010, ISBN 978-3-406-60414-0 .